# Davide Gualtieri
Davide Gualtieri, född 27 april 1971 i San Marino, är en tidigare fotbollsspelare från San Marino.
Han är främst känd för att den 17 november 1993 ha gjort det snabbaste målet i VM-kvalhistorien, mot England. Efter bara 8,3 sekunder gjorde Gualtieri 1-0 för San Marino efter att ha utnyttjat en dålig bakåtpassning från Stuart Pearce. England vände och vann med 1-7. Efter matchen fick Englands förbundskapten Graham Taylor sparken.
Rekordet överträffades 2016 av Christian Benteke efter att denne efter 8,1 sekunder gjort mål på Gibraltar.
Gualtieri spelade i landslaget till år 2000 då han slutade på grund av skador. Idag är han IT-anställd på ett försäljningsföretag.